# Pui de somn
Pui de somn este un film românesc de animație de scurt metraj din 2014 regizat de Paul Mureșan.
A primit premiul pentru cel mai bun film de animație la festivalul Filmul de Piatră de la Piatra Neamț.